# Budila
Budila é uma comuna romena localizada no distrito de Brașov, na região histórica da Transilvânia. A comuna possui uma área de 58.75 km² e sua população era de 3931 habitantes segundo o censo de 2007.